# آپاچی اکسیس
آپاچی اکسیس (Apache eXtensible Interaction System) یک چهارچوب وب سرویس متن باز مبتنی بر اکس‌ام‌ال می‌باشد که شامل پیاده‌سازی SOAP Server، تسهیلات متنوع و رابط‌های برنامه‌نویسی کاربردی برای تولید و توسعه اپلیکشن‌های وب سرویس با زبان‌های جاوا و سی پلاس پلاس است. با استفاده از Apache Axis توسعه دهندگان می‌توانند برنامه‌های کاربردی محاسبات توزیع شده و سازگار ایجاد نمایند. محور توسعه تحت نظارت بنیاد نرم‌افزار آپاچی صورت می‌گیرد.

## Axis برای جاوا
هنگام استفاده از نسخه Axis جاوا دو راه برای افشای کد جاوا به وب سرویس وجود دارد. یکی از ساده‌ترین آنها برای استفاده از فایل‌های Axis بومی JWS (Java Web Service) است.
راه دیگر استفاده از استقرار سفارشی است. استقرار سفارشی شما را قادر به سفارشی کردن منابع می‌کند که باید به عنوان خدمات وب ظاهر شود.
همچنین نگاه کنید به آپاچی Axis2.

### ایجاد وب سرویس JWS
فایل‌های JWS حاوی سورس کد کلاس جاوا است که به عنوان وب سرویس ظاهر شده. تفاوت اصلی بین فایل معمولی جاوا و فایل jws در پسوندهاست. تفاوت دیگر در اسقرار فایل‌های jws به عنوان سورس کد و کامپایل نشدن فایل‌های کلاس است.
مثال زیر از
http://axis.apache.org/axis/java/user-guide.html#Publishing_Web_Services_with_Axis
گرفته شده است.
این روش، روشهای افزودن و تفریق ماشین حساب کلاس را به نمایش می‌گذارد.
```
 
public
 
class
 
Calculator

 
{

   
public
 
int
 
add
(
int
 
i1
,
 
int
 
i2
)

   
{

     
return
 
i1
 
+
 
i2
;

   
}

   
public
 
int
 
subtract
(
int
 
i1
,
 
int
 
i2
)

   
{

     
return
 
i1
 
-
 
i2
;

   
}

 
}

```

#### خدمات وب سرویس JWS
هنگامی که Axis servlet استقرار یافته باشد، شما فقط نیاز به کپی کردن فایل jws به Axis directory بر روی سرور دارید. AXis servlet کار خواهد کرد اگر شما در حال استفاده از
آپاچی تامکت باشید. در صورتی که شما با استفاده از web container دیگر ایجاد war بایگانی مورد نیاز خواهد بود.

#### دسترسی وب سرویس JWS
با استفاده از URL
http://localhost:8080/axis/Calculator.jws
وب سرویس JWS در دسترس است. اگر شما در حال اجرا سفارشی پیکربندی آپاچی تامکت یا در یک ظرف URL ممکن است متفاوت باشد.

## Axis برای C++
یک مثال برای پیاده‌سازی و استقرار ساده وب سرویس با ++C نسخه از Axis را می‌توان در Axis-CPP آموزش (لینک در بخش مرجع در زیر).
اقدامات لازم عبارتند از:
- ایجاد فایل wsdl
- تولید کلاینت و سرورهای اینترنتی با استفاده از wsdl2ws
- ارائه سمت سرور وب سرویس پیاده‌سازی (به عنوان مثال روش اضافه کردن ماشین حساب خدمات)
- ساخت کد سمت سرور و به روز رسانی تولید اعزام.wsdd با. مسیر dll
- استقرار باینری به دایرکتوری مشخص شده در wsdd
- ساخت مشتری
- اجرا و لذت ببرید…

برای کسب اطلاعات بیشتر در تک تک مراحل به آموزش مراجعه نمایید.

## فن آوری‌های مرتبط
- آپاچی Axis2 - re-design/نوشتن اکسیس
- Java Web Services Development Pack - web services framework
- Apache CXF - دیگر Apache web services framework (XFire و Celtix)
- XML و رابط کاربری برای خدمات شبکه - RPC/web services framework
- خدمات وب نیایش چارچوب - Java API برای فراخوانی سرویس‌های وب
- webMethods چسب - تجاری خدمات وب را قادر می‌سازد محصول
- AlchemySOAP - open source C++ web services framework